# Most autostradowy w Mszanie
Most autostradowy w Mszanie (Most MA 532) – most drogowy typu extradosed nad doliną Kolejówki w pobliżu miejscowości Mszana, w gminie Mszana, w województwie śląskim, w Polsce.
Prace nad budową mostu rozpoczęły się 16 października 2007 roku i pierwotnie miały zostać zakończone w 2010 roku, jednak w związku z kontrowersjami związanymi z projektem oraz opóźnieniami w budowie, jego oddanie do użytku nastąpiło 23 maja 2014 roku. Most ma długość 402,5 m, a jego szerokość wynosi od 38,58 m do 47,45 m, co czyni go najszerszym mostem typu extradosed na świecie.
Most został zaprojektowany jako część autostrady A1, która ma w tym miejscu po dwa pasy ruchu w każdą stronę z zachowaną rezerwą terenu pod trzeci pas. Dodatkowo po każdej ze stron mostu, przebiega kolejny pas ruchu, będący łącznicą pomiędzy autostradą a drogą wojewódzką nr 933 Wodzisław Śląski – Chrzanów.

## Położenie
Most znajduje się w Mszanie, w powiecie wodzisławskim w województwie śląskim na 555,84 kilometrze Autostrady A1, w pobliżu węzła autostradowego Mszana łączącego autostradę A1 z DW933. Most wraz z łącznicą prowadzącą do DW933 stanowi fragment węzła Mszana, umiejscowionego pomiędzy Wodzisławiem Śląskim a Jastrzębiem Zdrojem. Obiekt przebiega nad szeroką doliną Kolejówki, będącą dopływem rzeki Szotkówki.

## Historia
Most znajduje się na liczącym 18,3 km odcinku autostrady A1 Świerklany – Gorzyczki, na którego budowę przetarg pierwotnie wygrało konsorcjum Alpine Bau. Głównym projektantem mostu był Stefan Jendrzejek. Prace budowlane na tym odcinku rozpoczęły się 16 października 2007 roku, a ich zakończenie planowano na 2010 rok. W grudniu 2009 roku inwestor (GDDKiA) odstąpił od kontraktu z wykonawcą z powodu opóźnień w budowie. Prace wstrzymano 22 grudnia 2009 roku. Przeszkodą w realizacji inwestycji były także kontrowersje związane z projektem mostu. Opinie opracowane przez ekspertów, Michela Virlogeuxa, Alfreda Pausera i Jana Biliszczuka wskazywały, że projekt wymaga korekt w celu zapewnienia bezpieczeństwa i trwałości mostu. Na zlecenie GDDKiA Kazimierz Flaga wraz z zespołem przygotował 179-stronicowe opracowanie, które potwierdziło wcześniejsze zastrzeżenia. W czerwcu 2010 roku przygotowano tzw. Projekt Wykonawczy Różnicowy, wprowadzający zmiany w stosunku do wcześniejszego projektu budowlanego.
W październiku 2010 roku wybrano wykonawcę dalszych prac, którym ponownie zostało konsorcjum Alpine Bau. 15 października tego samego roku budowa odcinka została wznowiona. Zakończenie robót według ówczesnych planów miało nastąpić w marcu 2012 roku, jednak nie udało się dotrzymać tego terminu. Budowę mostu utrudniły dwie awarie, awaria zakotwienia kabla kapeluszowego 22 grudnia 2011 roku oraz awaria dolnej płyty dźwigara skrzynkowego 13 marca 2012 roku.
W związku z awariami, w kwietniu 2012 roku wstrzymano prace na moście. Wojewódzki nadzór budowlany nakazał wówczas wdrożenie programu naprawczego zakładającego zastosowanie zewnętrznych kabli prowadzonych na zewnątrz przekroju skrzynkowego. Koszt dodatkowych prac miał wynieść od 25 mln zł (szacunki GDDKiA) do 45 mln zł (szacunki Alpine Bau). Według niektórych ekspertów lepszym i tańszym rozwiązaniem (jego szacowany koszt to 3 mln zł) byłby wariant zakładający wzmocnienie sprężenia obiektu dodatkowymi strzemionami. Nowy termin zakończenia prac wyznaczono na sierpień 2013 roku. Odcinek od węzła w Gorzyczkach do węzła w Mszanie oddano do użytku 30 listopada 2012 roku, po wyremontowaniu odcinków dróg wojewódzkich nr 930 i 933. 13 maja 2013 roku Alpine Bau wystosowało do GDDKiA propozycję zmiany programu naprawczego. 25 maja GDDKiA odstąpiło od umowy z Alpine, wskazując na brak faktycznego zamiaru przeprowadzenia przez wykonawcę zleconych mu prac.
26 czerwca 2013 roku podpisano umowę z nowym wykonawcą mającym dokończyć most, przedsiębiorstwem INTERCOR z Zawiercia. Koszt prac związanych z wdrożeniem programu naprawczego wyceniono wówczas już na 58 mln zł, a do wydanej kwoty należy także doliczyć 6 mln zł wydane przez GDDKiA na zakup półprefabrykatów ze stali nierdzewnej. Oddanie mostu do użytku nastąpiło bez uroczystości, w godzinach porannych 23 maja 2014 roku. Wraz z mostem oddano do użytku cały odcinek od węzła w Mszanie do węzła w Świerklanach, ostatni brakujący element autostrady A1 na odcinku od Pyrzowic do granicy z Republiką Czeską.

## Charakterystyka
Most nad doliną Kolejówki został zaprojektowany jako czteroprzęsłowy most typu extradosed (łączący w sobie cechy mostu belkowego oraz wantowego) wspierany przez trzy betonowo-stalowe pylony sięgające 15,1 m ponad poziom pomostu. Podpory mają wysokość od 6,4 do 12,4 m. Obiekt jest częścią autostrady A1, mającej w tym miejscu po dwa pasy ruchu w każdą stronę z zachowaną rezerwą terenu pod trzeci pas, co zostało uwzględnione w szerokości mostu. Jezdnie umieszczone są na dwukomorowym dźwigarze skrzynkowym z betonu sprężonego o zmiennej wysokości wahającej się od 2,6 m do 4 m (nad podporami). Całkowita długość konstrukcji według projektu wynosi 402,5 m, a rozpiętość poszczególnych przęseł wynosi kolejno 60, 130, 130 i 60 m. Most jest zakrzywiony w planie, o promieniu krzywizny równym 1500 m. Obiekt znajduje się w strefie węzła Mszana, w związku z czym w część jego konstrukcji wbudowana jest również łącznica MD 532.1. Z tego powodu szerokość mostu waha się od 38,58 m do 47,45 m; czyni go to najszerszym tego typu obiektem na świecie. Całkowity koszt budowy mostu według danych z połowy 2013 szacowany był na ponad 120 mln zł. Most roboczo otrzymał oznaczenie MA 532.
Ze względu na przebieg nad dużą doliną w otwartym terenie, most ten wyposażony jest w dwa wskaźniki wiatru dla kierowców, które znajdują się przy wjeździe na most z obu kierunków. Na obiekcie obowiązuje ograniczenie prędkości do 110 km/h, zaś na łącznicy z węzłem Mszana do 80 km/h.
Pomimo konstrukcji, która czyni ten most wyjątkowym – jest on w tej chwili najszerszym mostem typu extradosed na świecie – obiekt nie jest nocą dodatkowo oświetlony. GDDKiA uzasadniała taką decyzję brakiem stosownego oświetlenia w projekcie budowlanym, choć nie wykluczyła, że w przyszłości most takie oświetlenie otrzyma.